# Домецько
Домецько (пол. Domecko) — село в Польщі, у гміні Компрахциці Опольського повіту Опольського воєводства.
Населення — 1257 осіб (2011).

## Демографія
Демографічна структура станом на 31 березня 2011 року:
|          | Загалом | Допрацездатний вік | Працездатний вік | Постпрацездатний вік |
| -------- | ------- | ------------------ | ---------------- | -------------------- |
| Чоловіки | 604     | 101                | 412              | 91                   |
| Жінки    | 653     | 95                 | 415              | 143                  |
| Разом    | 1257    | 196                | 827              | 234                  |